# Departamento do Primeiro-ministro e Gabinete
O Departamento do Primeiro-ministro e Gabinete (em inglês: Department of the Prime Minister and Cabinet) é um departamento do governo da Austrália.